# Parachorius lannathai
Parachorius lannathai är en skalbaggsart som beskrevs av Hanboonsong och Masumoto 2001. Parachorius lannathai ingår i släktet Parachorius och familjen bladhorningar. Inga underarter finns listade i Catalogue of Life.